# جو سستک
جو سستک (انگلیسی: Joe Sestak؛ زادهٔ ۱۲ دسامبر ۱۹۵۱) سیاست‌مدار و نظامی اهل ایالات متحده آمریکا است.
وی همچنین برندهٔ جوایزی همچون نشان خدمات برجسته شده‌است.